# Getterön
Getterön is een plaats en schiereiland in de gemeente Varberg in het landschap Halland en de provincie Hallands län. De plaats is opgedeeld in twee småorter: Getterön (westelijk deel) (Zweeds: Getterön (västra delen)) en Getterön (oostelijk deel) (Zweeds: Getterön (östra delen)). Getterön (westelijk deel) heeft 157 inwoners (2005) en een oppervlakte van 33 hectare. Getterön (oostelijk deel) heeft 66 inwoners (2005) en een oppervlakte van 18 hectare.
Getterön was voor 1936 een eiland, maar sinds 1936 is het met het vasteland verbonden, deze verbinding is gemaakt door inpoldering van een klein stuk zee. Op het Getterön liggen onder andere het vliegveldje Varbergs flygplats, een jachthaven en een camping. Stukken land die in zee zijn gelegen tussen Getterön en het "vasteland" zijn tegenwoordig vogelreservaat (Getteröns fågelreservat). Op het uiterste westen van Getterön ligt het natuurreservaat Västra Getteröns naturreservat, hier is onder andere een veld vol met grind te vinden. Voor de rest bestaat het schiereiland Getterön voornamelijk uit landbouwgrond hoewel er ook wel wat bos te vinden is. De stad Varberg ligt slechts een paar kilometer ten oosten van het dorp en schiereiland.